# Palazzo Giordano
Il palazzo Giordano Apostoli è un edificio di Sassari situato nella centrale piazza d'Italia, attualmente è sede della Banca Intesa Sanpaolo.

## Storia
L'edificio fu costruito a partire dal novembre del 1877, su commitenza del senatore Giuseppe Giordano Apostoli, fondatore del quotidiano La Sardegna, su progetto dell'ingegnere Giuseppe Pasquali, deceduto prima del compimento dei lavori, al quale subentrò l'architetto Luigi Fasoli, che ne curò tutti i dettagli  e le decorazioni.

## La facciata
L'edificio in stile neogotico veneziano è di pianta rettangolare e si articola su tre livelli a sviluppo orizzontale. Il piano terra, rivestito in trachite a bugnato rustico, presenta centralmente il portale d'ingresso incorniciato da due coppie distanziate di colonne sporgenti con ai lati, simmetricamente alternate, porte e finestre archiacute. Le colonne sorreggono la balconata posta al piano nobile. Una cornice marcapiano separa il piano terra dai due superiori che risultano intonacati e caratterizzati dalla presenza di finestre bifore al primo piano e monofore trilobate al secondo. Il profilo del palazzo è accentuato dalla presenza di lesene con fregio e al di sotto del cornicione aggettante, che regge il coronamento balaustrato, vi è una lunga serie di archetti pensili archiacuti.

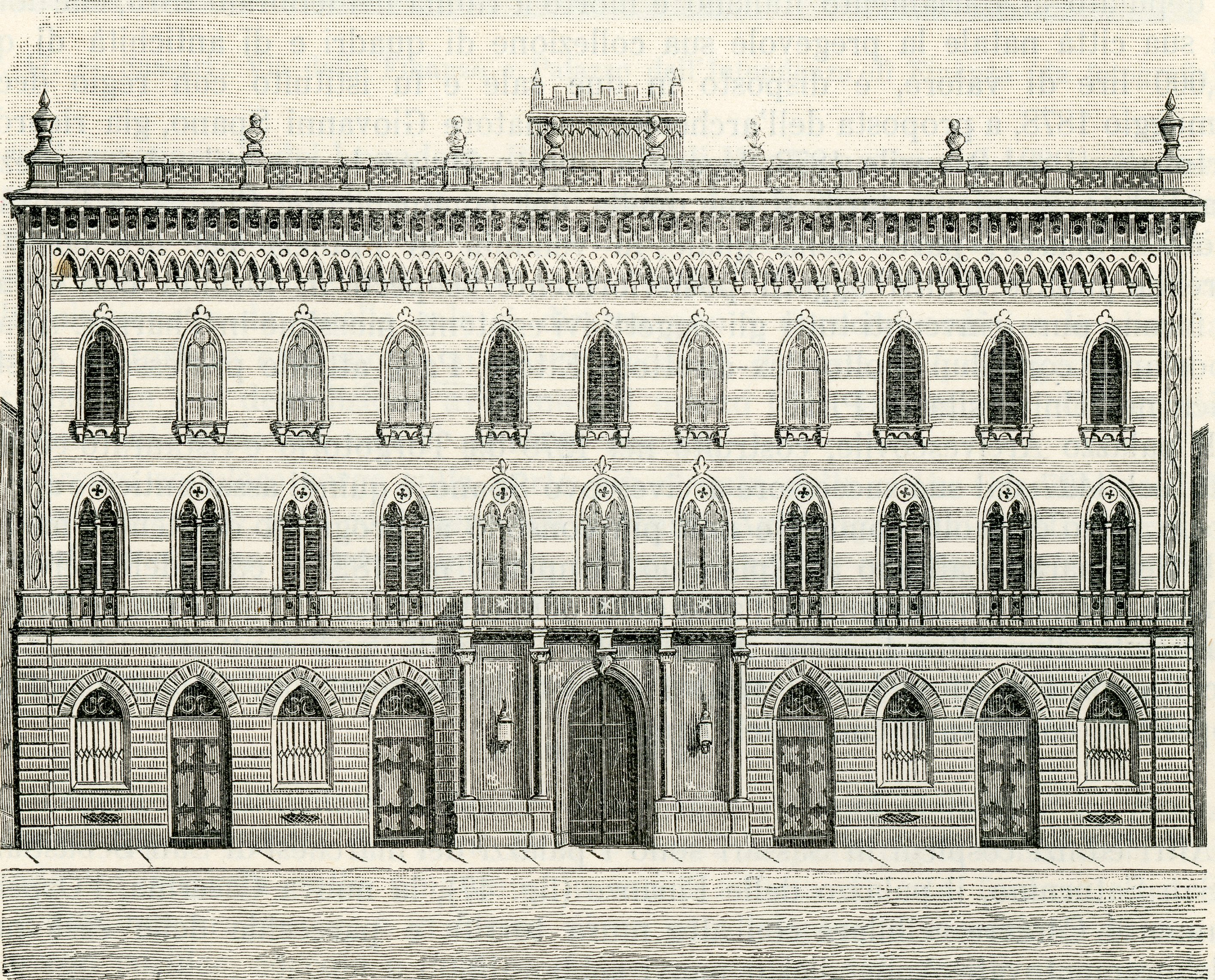
Palazzo Giordano in una stampa di fine '800

## Gli interni
Le sfarzose sale interne sono anch'esse decorate e arredate in stile neogotico, ricche di fregi, stucchi e affreschi. Di particolare interesse è la sala gialla ad esibire i dipinti realizzati dal pittore riminese Guglielmo Bilancioni sulla volta a padiglione ribassata ed un pavimento a mosaico, raffigurante una danzatrice, eseguito da mosaicisti romani su disegno dello stesso Fasoli. Notevole anche la scalinata principale, variamente ornamentata e decorata, sovrastata anch'essa da un dipinto del Bilancioni.
Il passaggio di proprietà avvenuto nel 1921 a favore del Banco di Napoli ha portato alla perdita di importanti parti del lussuoso arredo interno; ciononostante ancora oggi è possibile ammirare alcuni mobili neogotici che recano lo stemma del barone Giordano Apostoli.

## Galleria d'immagini

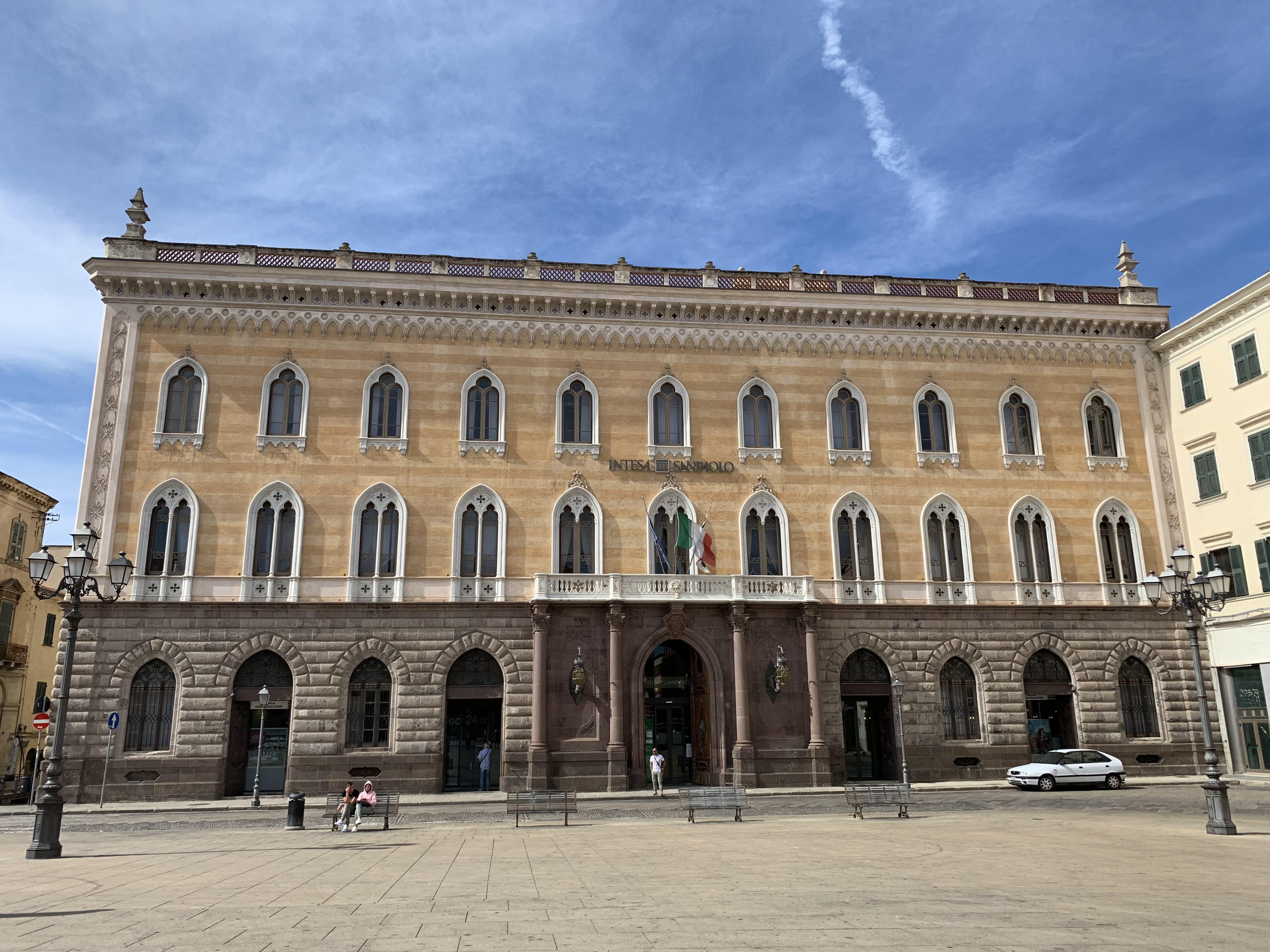
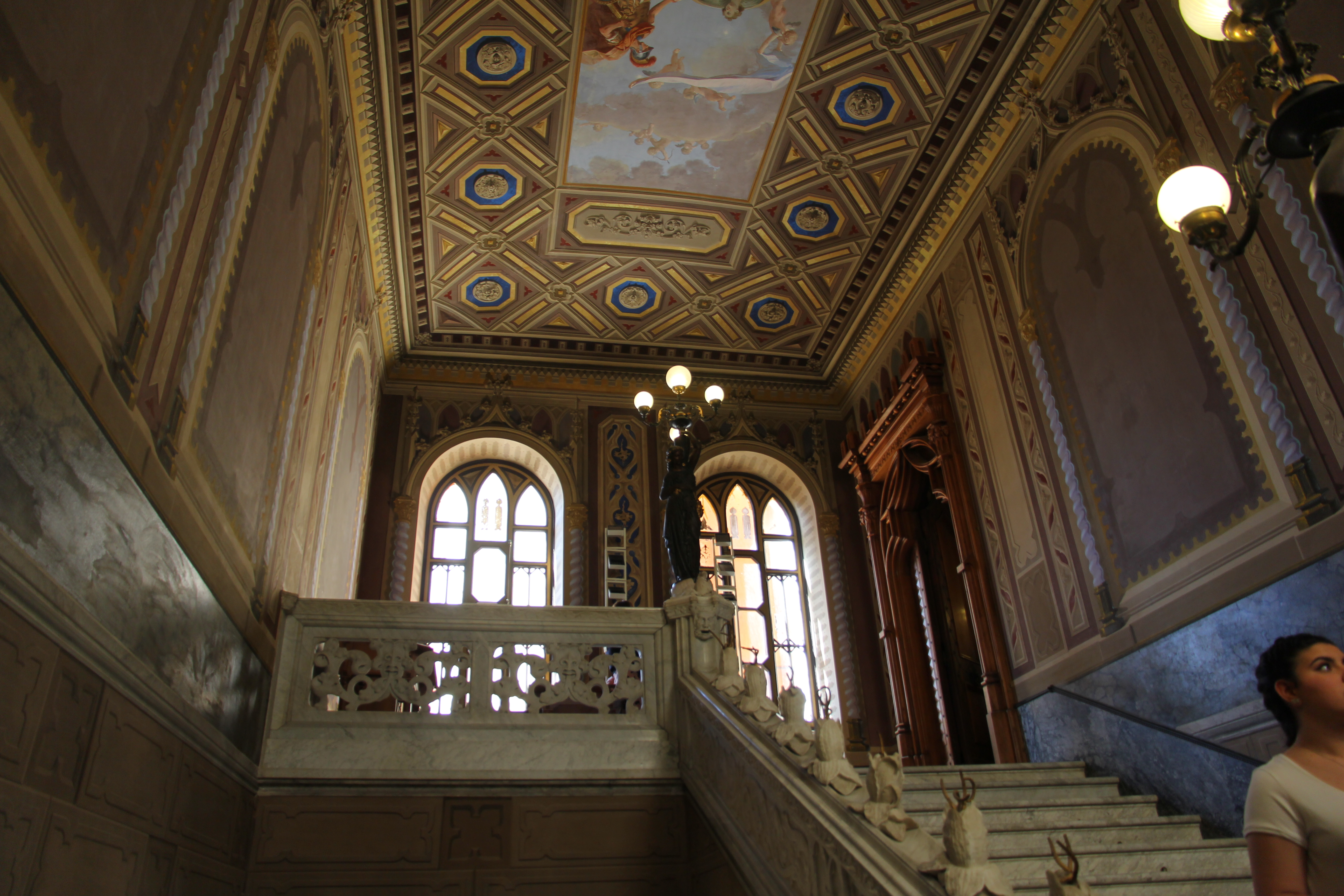
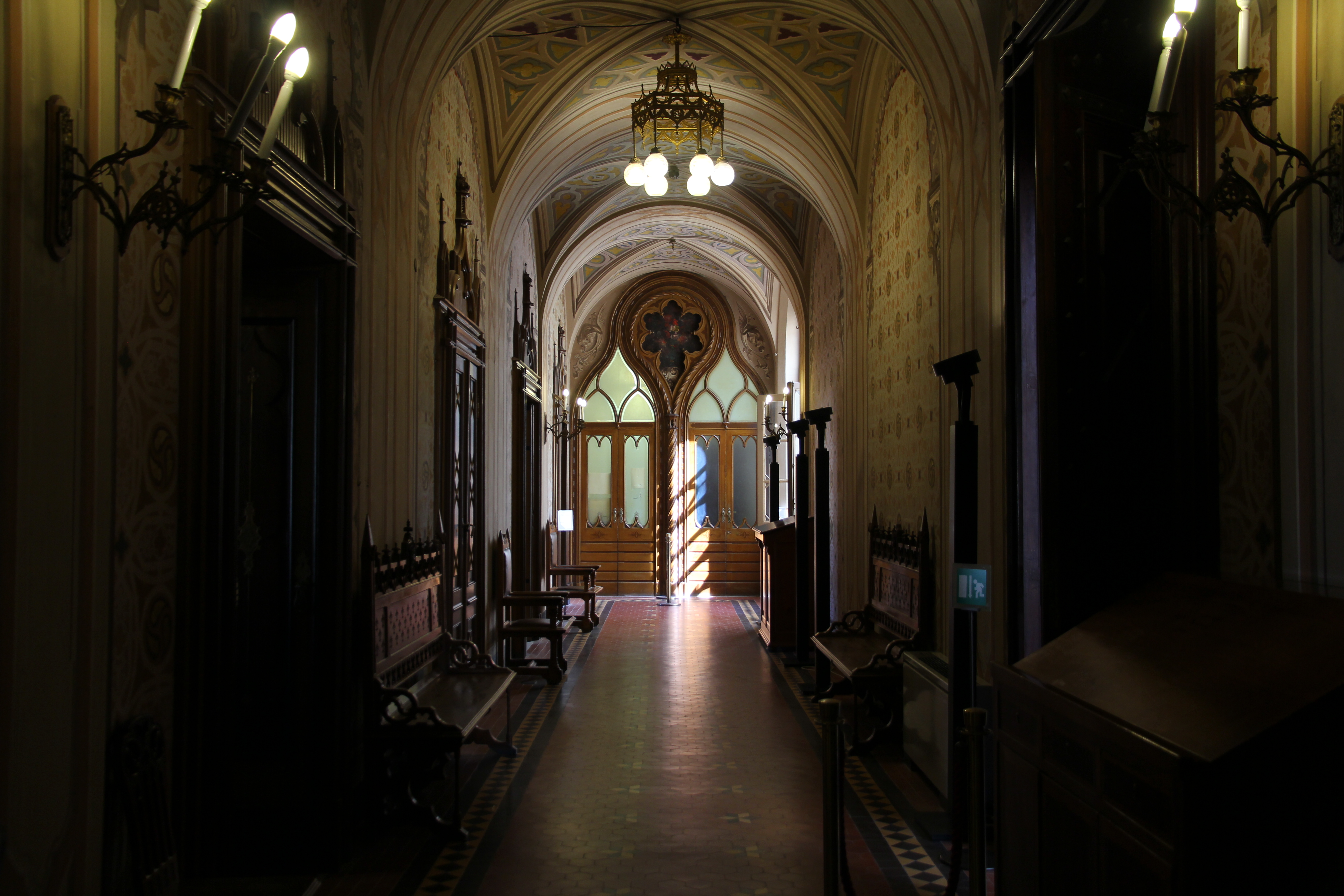
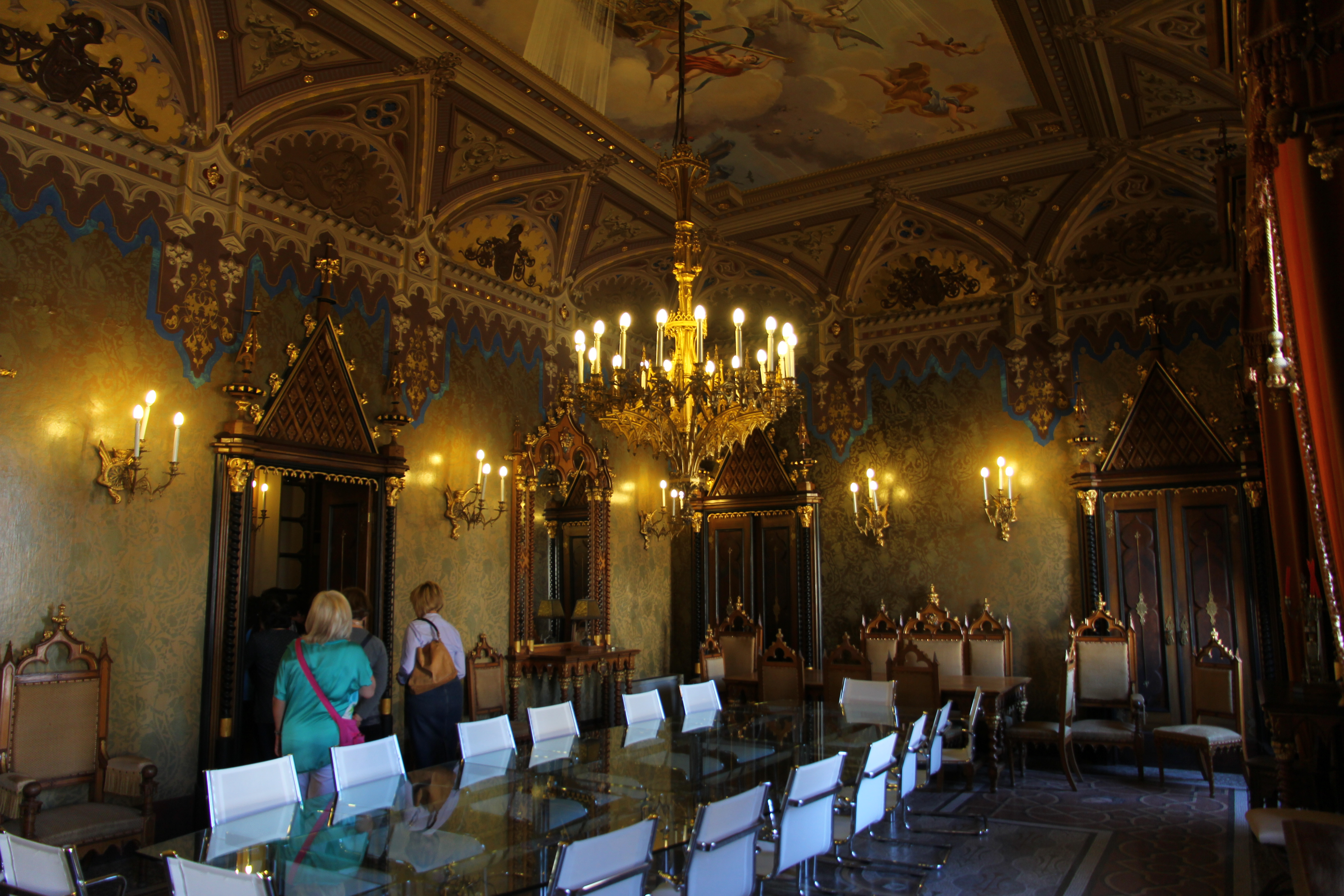
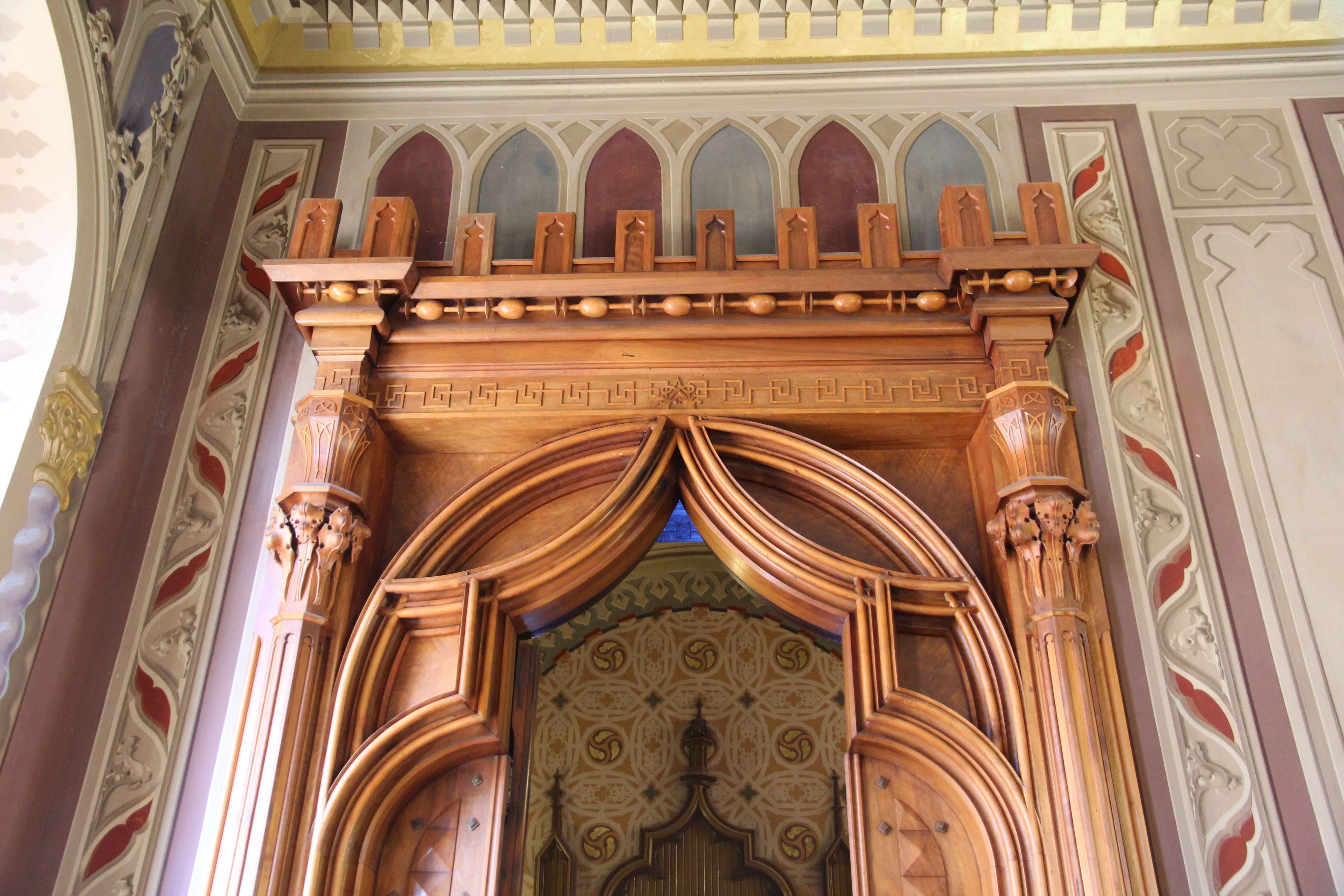
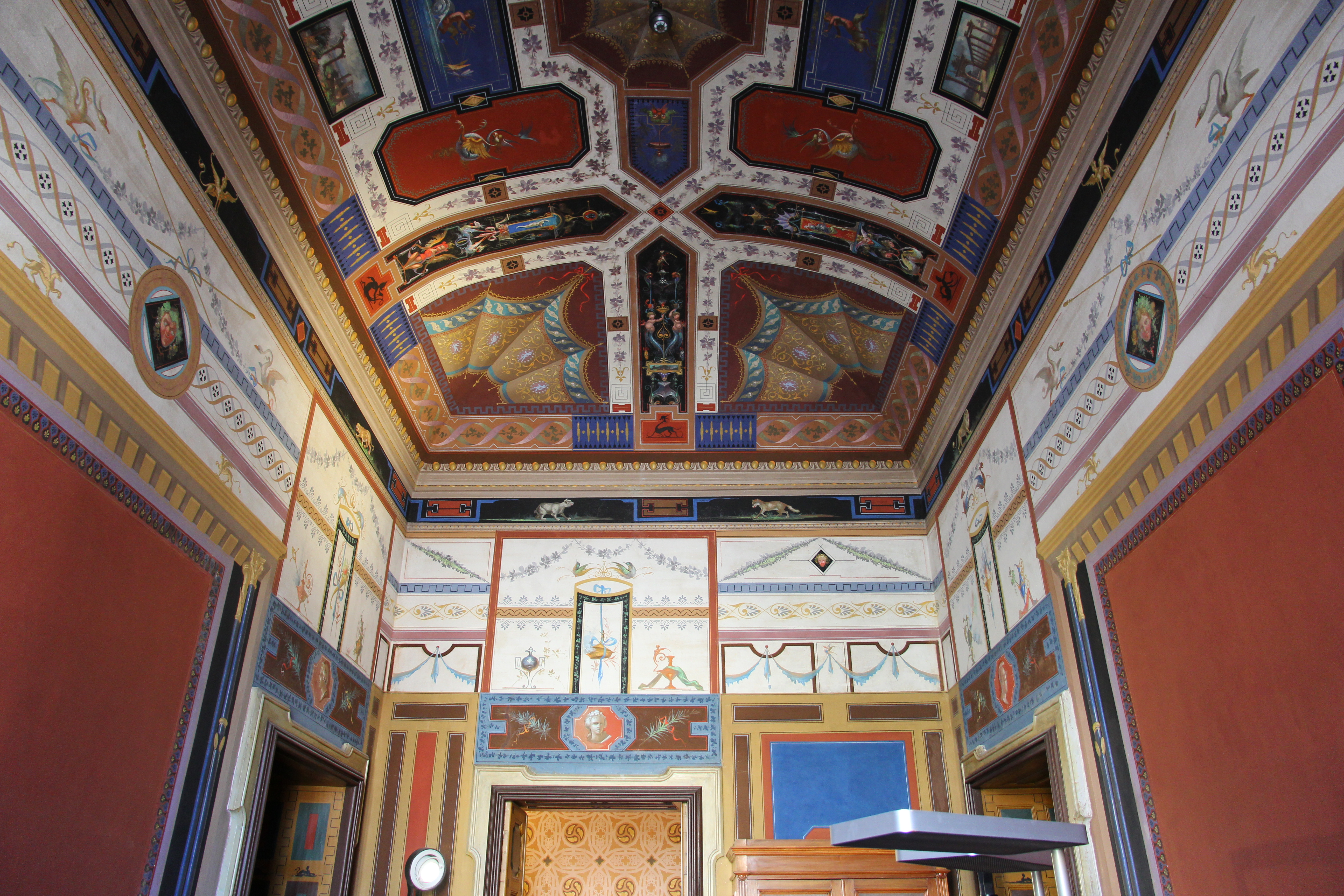